# 1839年のエグリントン・トーナメント

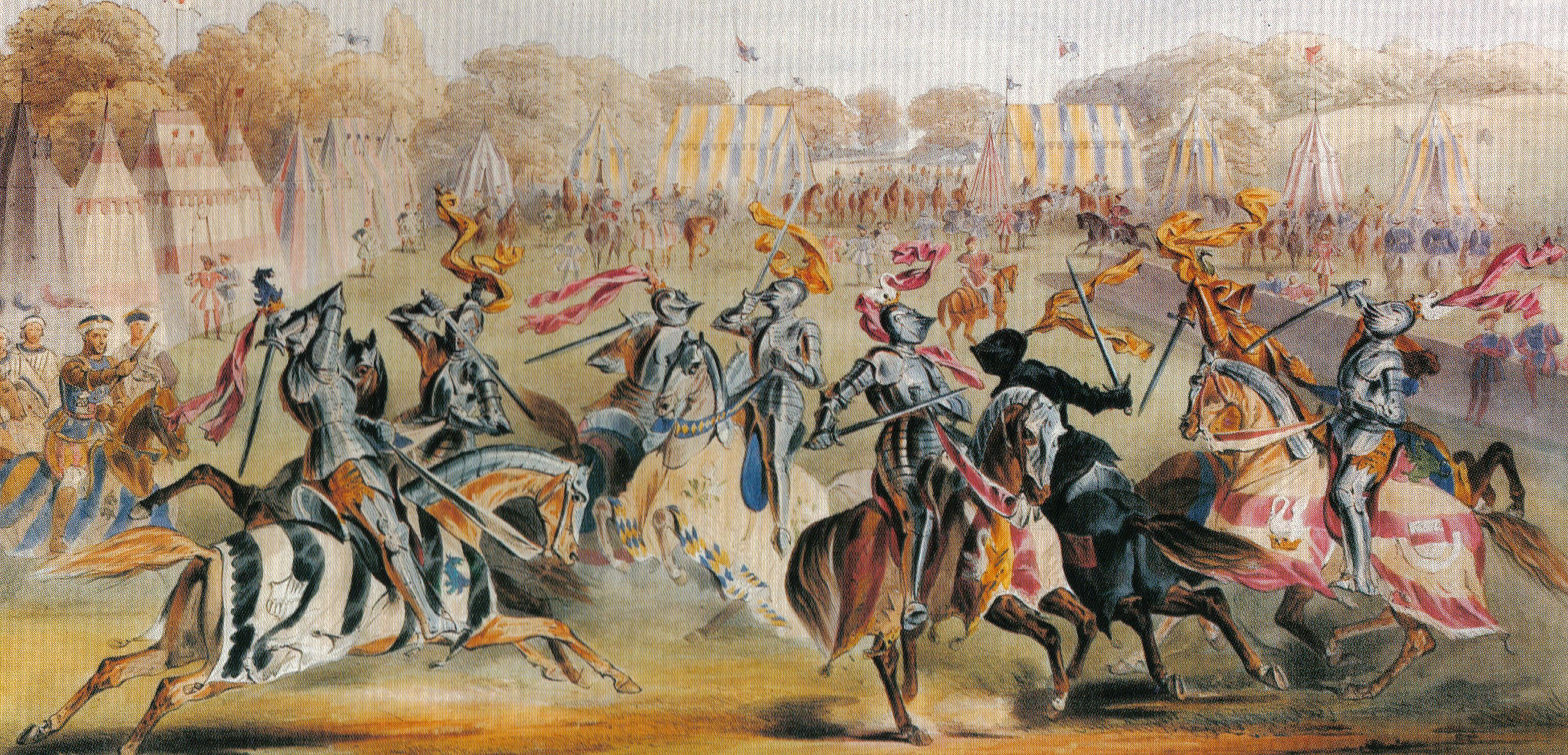
『1839年のエグリントン・トーナメント』ジェームズ・ヘンリー・ニクソン画(1839年)

1839年のエグリントン・トーナメント （英:The Eglinton Tournament of 1839）は、1839年8月28日から8月30日にかけてスコットランドのノース・エアシャーで開催された中世様式ジョストの再現および饗宴である。

## 概要
この催事は、アーチボルド・モンゴメリー (第13代エグリントン伯爵)の資金提供によって組織運営され、エアシャーにあるエグリントン城で行われた。美の女王(The Queen of Beauty)はジョージアナ・シーモア (サマセット公爵夫人)だった。後にフランス皇帝となるルイ・ナポレオン王子ほか多くの著名人が参加した。
意図的なロマン主義の演出があったこの馬上槍試合（トーナメント）は、10万人の観客を集めた。現在では、ホイッグ党 からの冷笑を浴びたことで主に知られている。暴風雨により複数の問題が起こった。当時の見解は賛否両論だったが、参加者達は定期的な訓練を受けていた。
エグリントン・トーナメントによって依頼された大会準備や触発を受けた多くの芸術作品が、市民感情と19世紀ゴシック・リバイバルの道筋に影響を与えた。その熱意は1905年の豪華なブリュッセル・トーナメントなどに受け継がれ、現在でいう歴史再現行為 (Historical reenactment) の先駆けとなった。このトーナメントの特徴は、実際のところウォルター・スコットの小説『アイヴァンホー』に触発されたもので「文学的ロマンスの生き生きとした再現」を試みたものだった。エグリントン自身の言葉によると「私はこの模擬試合における様々な欠点を認識しているが、[中略]少なくとも私は騎士道の復活に向けた何かをやり遂げた」との事である。
様々な人達が利益を上げる一方で、エグリントン卿は損失を様々な人達が利益を上げる一方で、エグリントン卿は損失を被らざるを得なくなった。伯爵の孫娘ビバ・モンゴメリーは、回顧録の中で「彼は裕福な財産の大部分を費やしてしまった」と述懐している。

## 背景

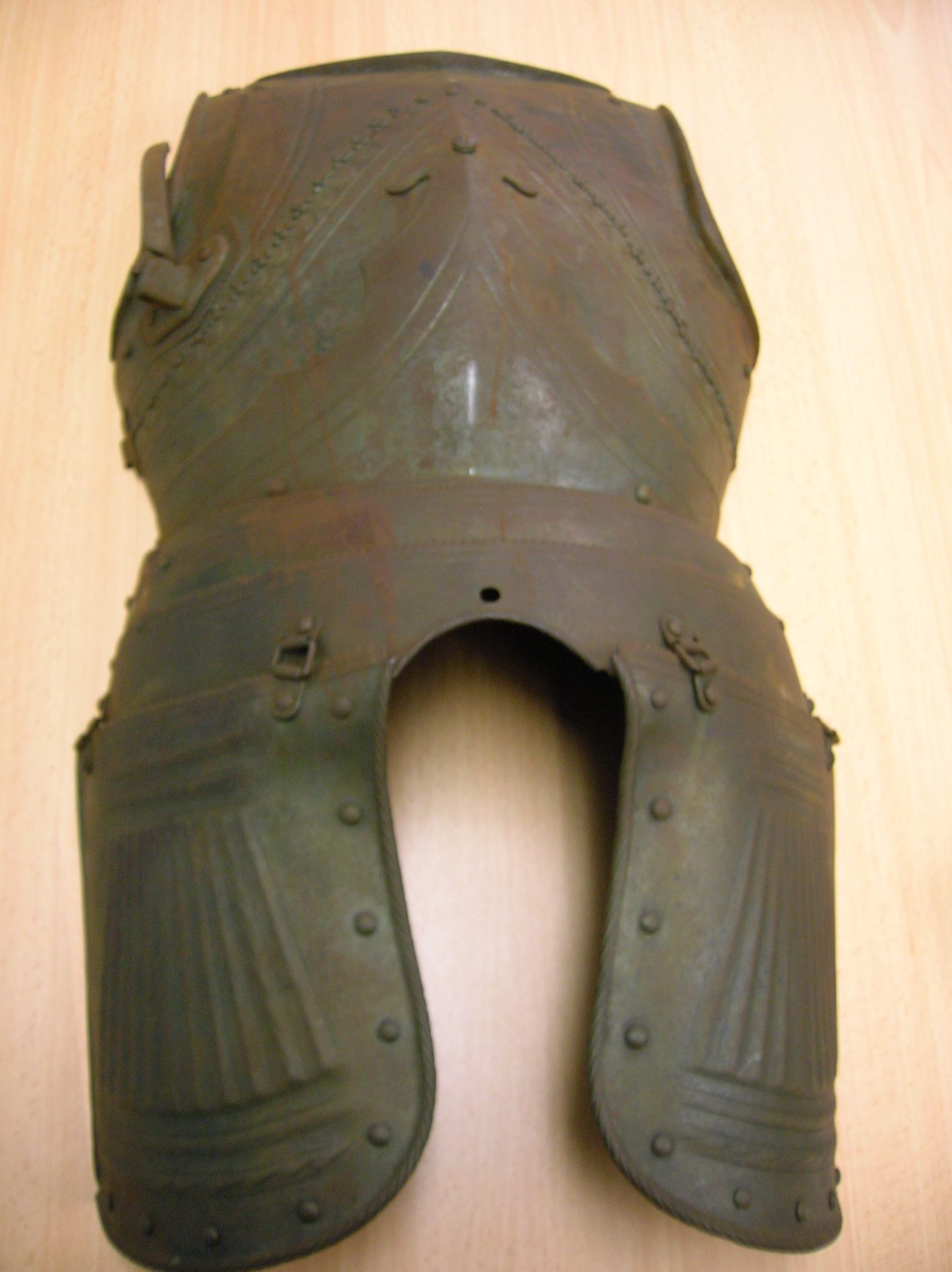
1839年のトーナメントに出場した騎士の鎧

18世紀後半から19世紀初頭のゴシック・リバイバルとロマン主義の台頭は、西洋各国で見られた現象だった。例えば、中世様式のジョストは1777年から1800年にかけてスウェーデンで定期的に開催されていた。ホレス・ウォルポールによる『オトラント城奇譚』などのゴシック小説やウォルター・スコットの作品の多くが、ロマン主義と騎士道精神を賞賛する思想を広めていった。中世文化は、近代の啓蒙時代や工業化時代への解毒剤として広く賞賛された。ロンドンで多数演じられた『アイヴァンホー』など中世風の演劇作品が、騎士・城・饗宴・馬上槍試合といったロマン主義思想を長く存続させた。
モンゴメリー家には、ヘンリー・パーシー (ホットスパー)がオッターバーンの戦いでペノンと槍を獲得するという、理想の中世復興思想に繋がる騎士道の逸話があった。ホットスパー解放の代償が、モンゴメリー家のポルヌーン城 (Polnoon Castle) だった。パーシー家の家長ノーサンバーランド公爵は1839年にペノン返還に向けた予備交渉を行い「エグリントンにはオッターバーンにも劣らぬ良い草地がある。パーシーに来てもらいそこを奪還してもらおう」との返答を頂いたと言われている。

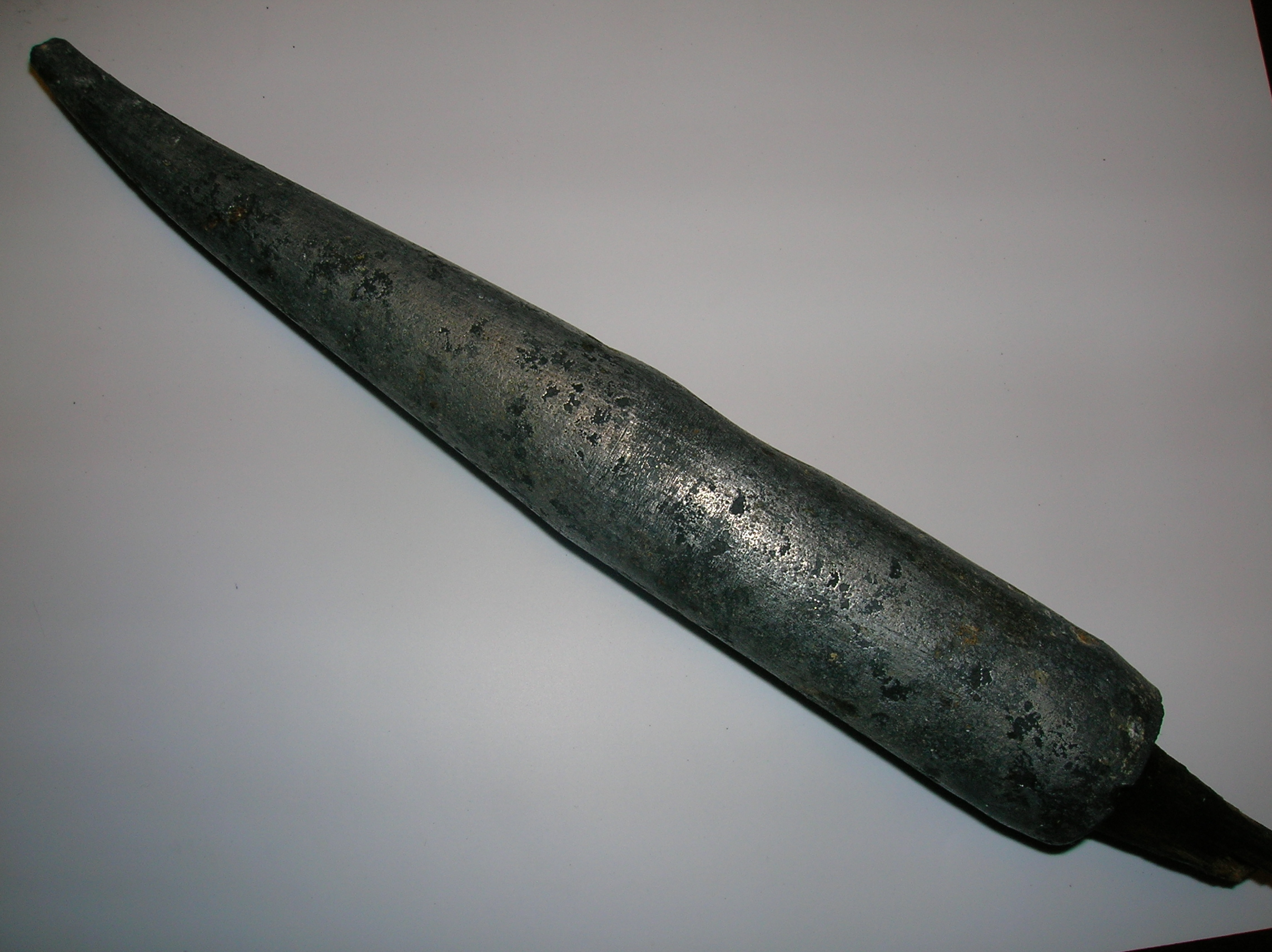
2008年にラグトン・ウォーター(Lugton Water)で発見されたエグリントン・トーナメントの槍またはゴンファロンの先端

1838年にホイッグ党首相のウィリアム・ラム (第2代メルバーン子爵)が、ヴィクトリア女王の戴冠式ではウェストミンスター宮殿広間での伝統的な中世様式の晩餐会を行わないと発表した。英国は不況に直面していたため、戴冠式での時代錯誤な部分は贅沢だと考えられた。また、ジョージ4世の晩餐会で起こった恥ずべき事態も記憶に新しかった。政府が伝統のイベント開催を拒否することに若干の支持はあったものの「懐古趣味の人達のほか大都市の商人達からも多くの苦情および様々な公共論争」が寄せられた。批評家達はヴィクトリアの経費削減された戴冠式を「はした金の戴冠(Penny Crowning)」と侮蔑的に呼んだが、実際にはジョージ4世の時よりも2万ポンド多額の費用が（当時の換算で）掛かった、と指摘されている。ともあれ、彼女の戴冠式は改革が特徴で、宮殿からウェストミンスター寺院への行進が大評判となった。
ただし、昔ながらの大饗宴だけでなく、女王の護衛隊長 (Queen's Champion) によるガントレット投下や象徴的なハヤブサ2匹の演出など、伝統的に国家支出ではなかった他の儀式も中止された。エグリントン卿の継父チャールズ・ラム卿は、王室のナイト・マーシャルとして、これら儀式の一環でウェストミンスターの大広間に自分の馬を導く筈だった。1838年8月4日、エグリントン伯爵がスコットランドにある自分の城で壮大なジョストのトーナメントを開催する、との噂を『Court Journal』が掲載した。壮大な中世風の祭典を自分で開催することで、失われてしまった通過儀礼を国家に与えるべきだとエグリントン卿に提案したのはチャールズ卿か彼の息子だったと推測されているが、詳細がどうであれ数週間以内にエグリントンはこの噂が真実であると公言した。
当初の案では、甲冑を着けた騎士により行われる挑戦の儀式を含めた中世様式の試合が、次回のエグリントンの私的な競馬大会で開催される予定だった。

## 準備

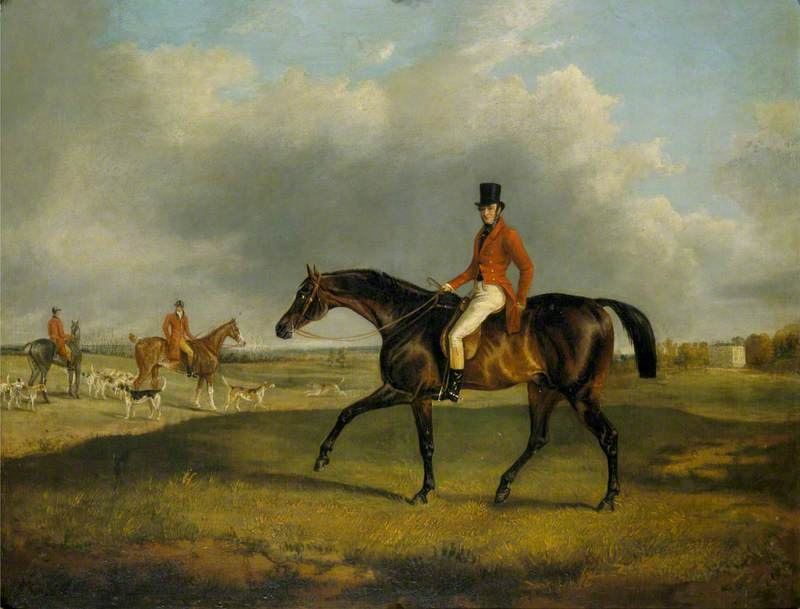
アーチボルド・モンゴメリー (第13代エグリントン伯爵)

1838年秋、150人の騎士団がロンドンで会合を開いた。その多くが天文学的な費用と困難さを悟って尻込みしたが、それでも約40人が挑戦する決断をした。甲冑商人のサミュエル・プラットが全ての手配（休憩所・甲冑・槍旗・装飾・衣装）を担当しており、また饗宴と舞踏会のための舞台・看板・巨大テントも供給する予定だった。プラットが供給した甲冑は本当に中世のものだったと考えられているが、実際に何揃いあったかは不明である。
衣装リハーサルは、1839年7月13日にリージェンツ・パーク付近の庭園で行われた。19人の騎士が参加し、観衆は招待された者のみで「エリート中のエリート」2,690人が出席した。リハーサルは完璧だった。天気は晴れており、槍旗も甲冑もテントも素晴らしく、ジョストも成功した。批評家までも、この大会は素晴らしいショーになる可能性が高いと認めた。

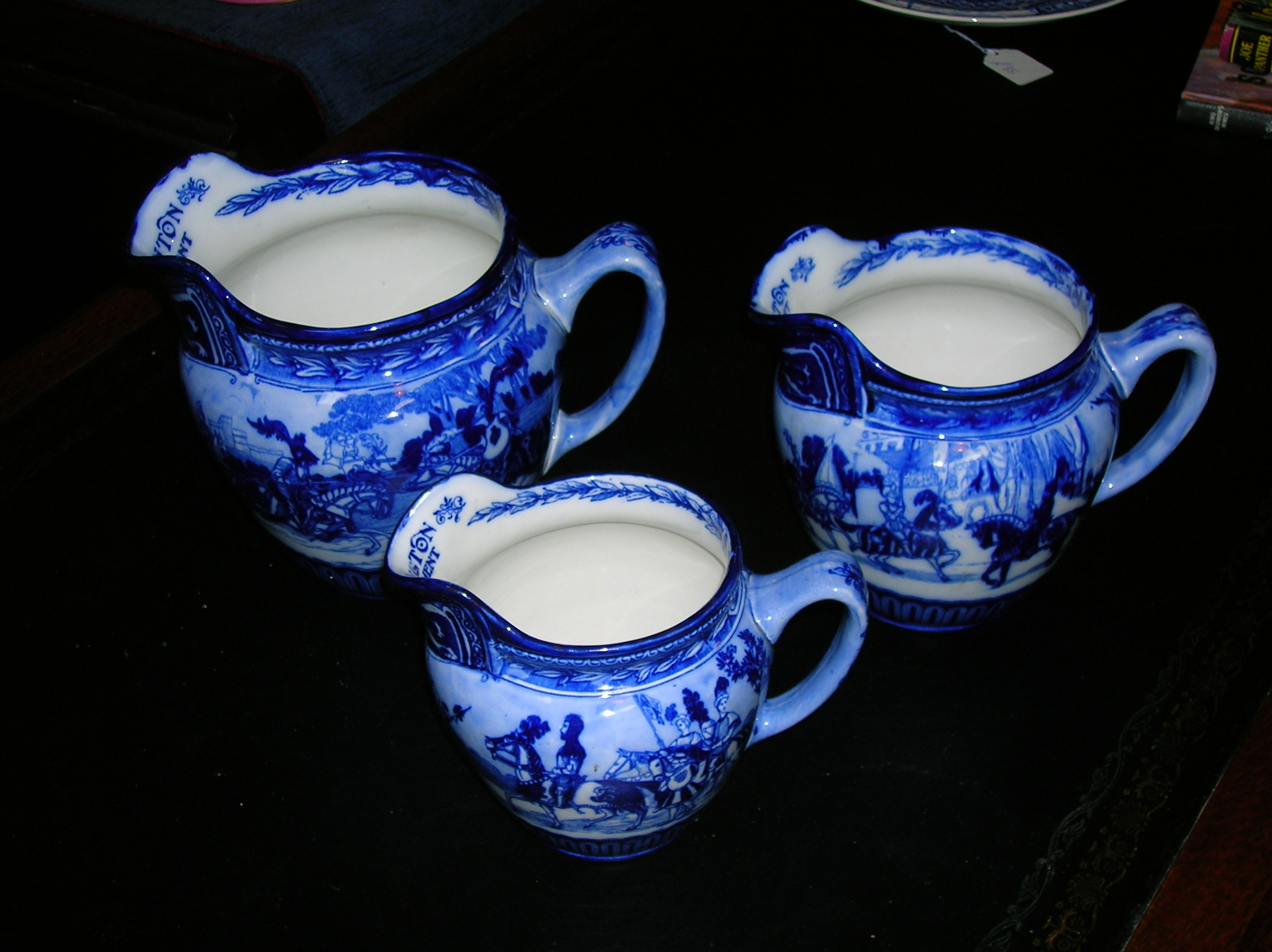
記念の水差しセット

大会記念品の模造品が大量生産されており、英国上流階級だけが注目したわけではないことが見て取れる。トーリー党は古風な甲冑を目の当たりにして宮廷恋愛を夢想し、ビクトリア女王はトーナメントに関するメルボルン卿との会談を日記に書いており、彼女はこのイベントが馬鹿げた娯楽になるだろうという見解だったが、美の女王としてサマセット公爵夫人が選ばれた点を好感とした。逝去2ヶ月前のレディ・フローラ・ヘイスティングスは、来たる1839年のエグリントン・トーナメントを題材に母親あての手紙を書き、騎士の1人が暴力的なスポーツで殺されるかもしれないとの懸念を表明した。
一方、ホイッグ党や社会改革者や功利主義者は、経済が修羅場局面に入って貧困がはびこり多くの労働者が飢えているご時世での、こうした酔狂に怒りを表明した。風刺漫画で感情が高まり、侮辱と情熱が双方で沸き起こり、ホイッグ党はトーリー党を浪費家と呼び、トーリー党はホイッグス党を薄情者と呼んだ。エグリントンの当初の意図が何であれ、このトーナメントは近代革命の精神に立ち向かう、19世紀前半におけるロマン主義への反抗の象徴となった。

## 来訪者
エグリントン卿は大衆（の来訪）を歓迎すると発表した。彼は可能であれば中世風の派手なドレスを要求し、チケットは無料だが申請の必要があるとした。好調な人出が予想され、 エグリントンの競馬大会では概ね最大1500人の地元観衆を獲得した。彼は約4000人の群衆を想定して賓客向けの特別観覧席と快適な座席を手配した。彼は報道機関各社に無償のチケット提供を通知した。 

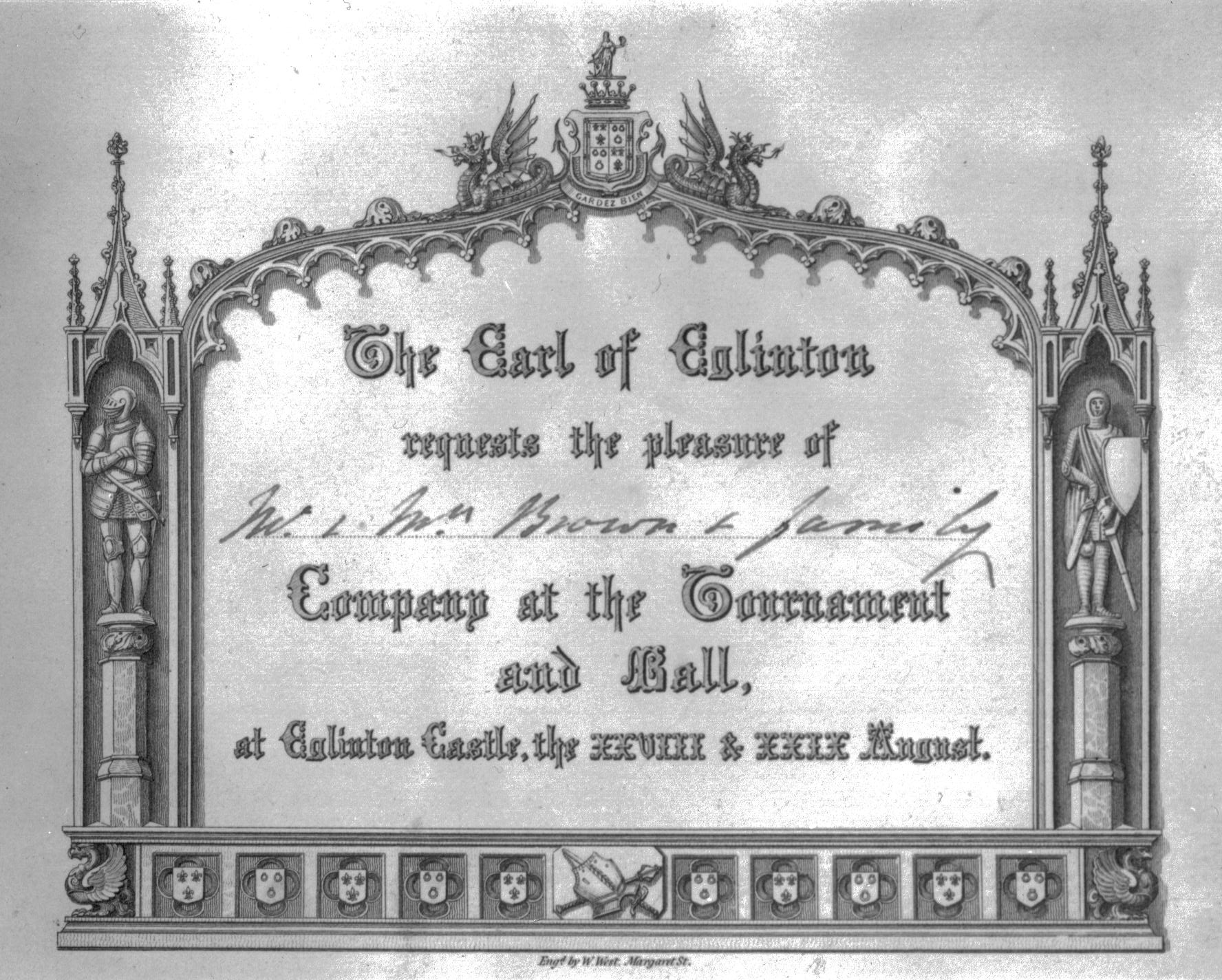
公式の招待状

新聞各紙の読者やブリテン諸島の社会全域から、エグリントン卿にチケットを要請する反響が返ってきた。20-100人のパーティ参加チケットを要求する数百通の手紙が、8月中ずっとエグリントン城に届いた。これらの手紙約1000通が現存しており、嘆願・逸話・中世衣装の約束・トーリー党への同情といった文章で溢れている。エグリントン卿はこの申し込みを受け入れ、要求されたチケットを発行し、一大イベントに向けて計画を練った。
人出が予想より2桁も大きく（最終的には群衆10万人と推定された）地区の交通と宿泊施設を大幅に上回ってしまった。近郊の町アーバインにはホテルが1つしかなく、個人宅が非常に高い価格を請求して観光客を受け入れた。大会当日の朝、エグリントン城への道は早くも渋滞していた。エアからグラスゴーへの道 (30マイル)は端から端まで埋め尽くされ、馬車も道に捨てられて所有者が徒歩で向かっていた。1839年8月に一般開業したばかりの現地鉄道 (Glasgow, Paisley, Kilmarnock and Ayr Railway) が城から僅か数マイルを保証する唯一の輸送だったので、人々は切符を求めて競いあった。宿舎の取れなかった一部の人達は、観覧席の下や木の幹穴で最初の夜を過ごしたとも言われている。トーナメント参加者や彼らの積荷を積み込んだ外輪船に乗り込んで、ロンドンからやってきた者もいた。

## トーナメント当日

### 8月28日

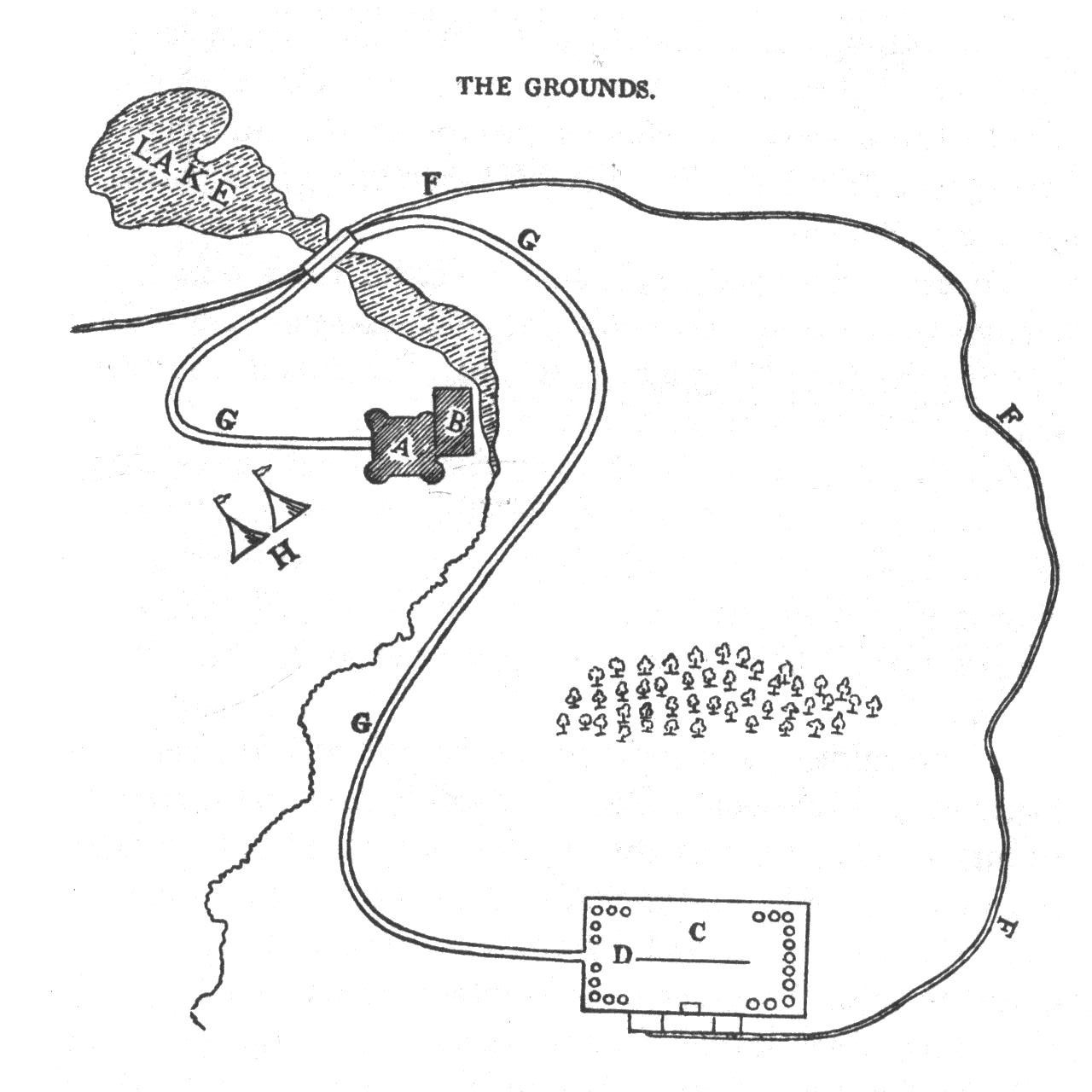
エグリントン ・トーナメントに関連する様々な場所が描かれた地図。着目すべきは湖両側の橋で、1800年頃に構築された。

このトーナメントは、エアシャーのスコットランド西海岸から8マイル離れたエグリントン城付近で開催された。同イベントはラグトンウォーターにある牧草地や河川敷で行われた。トーナメントのために選ばれた敷地は低地でほぼ全て湿地帯であり、全方位が上り坂の草場になっていた。馬上の騎士とその従者は地図のGルートを通って槍試合会場（地図のC）に到達した。一方、来賓や観覧客は地図のFルートを通って観覧席に着いた。どちらの一行も、エグリントン・トーナメント・ブリッジというゴシック様式のアーチ橋を越えていった。1837年当時の地図(Eglinton Castle, Grounds and Tilt yard)には、既にこの時点で槍試合会場が存在していたことが示されているが、トーナメント終了後どうなったかは記録がない。
騎士達の壮大なパレードは正午のトーナメント開催を想定したものだった。騎士達は乗馬経験がほとんど無く、準備に長い時間がかかった。その後、各騎士とその随行団（40人の別集団）は城から乗馬して、女性や将校や騎士を拾い上げ、槍試合場に戻る手筈になっていた。しかし、城との間には道が1本しかなかったので、騎士たちは互いに行ったり来たりしてからジョストを戦うことを余儀なくされた。パレード管理の取り決めが無かったので、騎士団の立ち往生が予定よりも数時間長く展開された。パレードの準備が整う頃にはその長さが約800mになり、3時間以上遅れていた。 

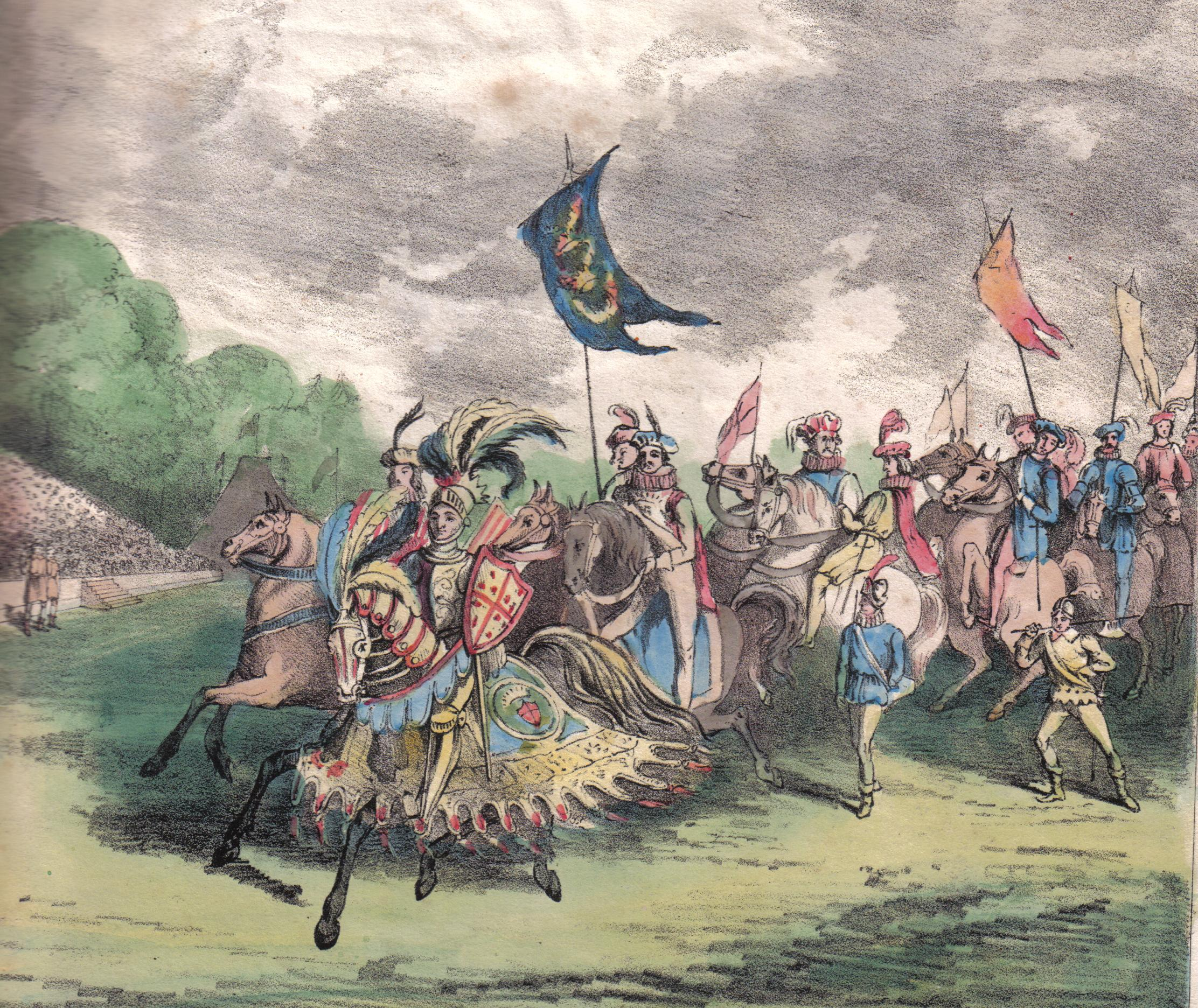
行進が女王観覧地点(Queen's Gallery)を通過する様子

開会パレードは騎士40人で構成され、各々が馬に乗って随行団を従えて城まで行くと、女性や将校や騎士を拾い上げて槍試合場に戻る。私設の進行路には数千人の観客が並んでいた。
先日のリハーサル訓練は、群衆の参加者や当日の雨模様に備えたものではなく、開会パレードは当初予定よりも3時間かかっていた。
この日は明け方こそ晴れていたが、騎士と随行団がパレードを組むのに難儀しているうちに空が暗転していった。パレードがようやく並んだ直後、美の女王サマセット夫人がトランペットで歓待されたまさにその時、稲妻の閃光と凄まじい落雷があり、黒い雲から突然の暴風雨が叩きつけた。
エグリントン卿は直ちに女性を馬車に入れるよう命じたが、騎士と随行団はスコールで瞬時にずぶ濡れの泥まみれになり、傘を差した観衆が居並ぶパレードルートを行進して槍試合場へと入っていった。

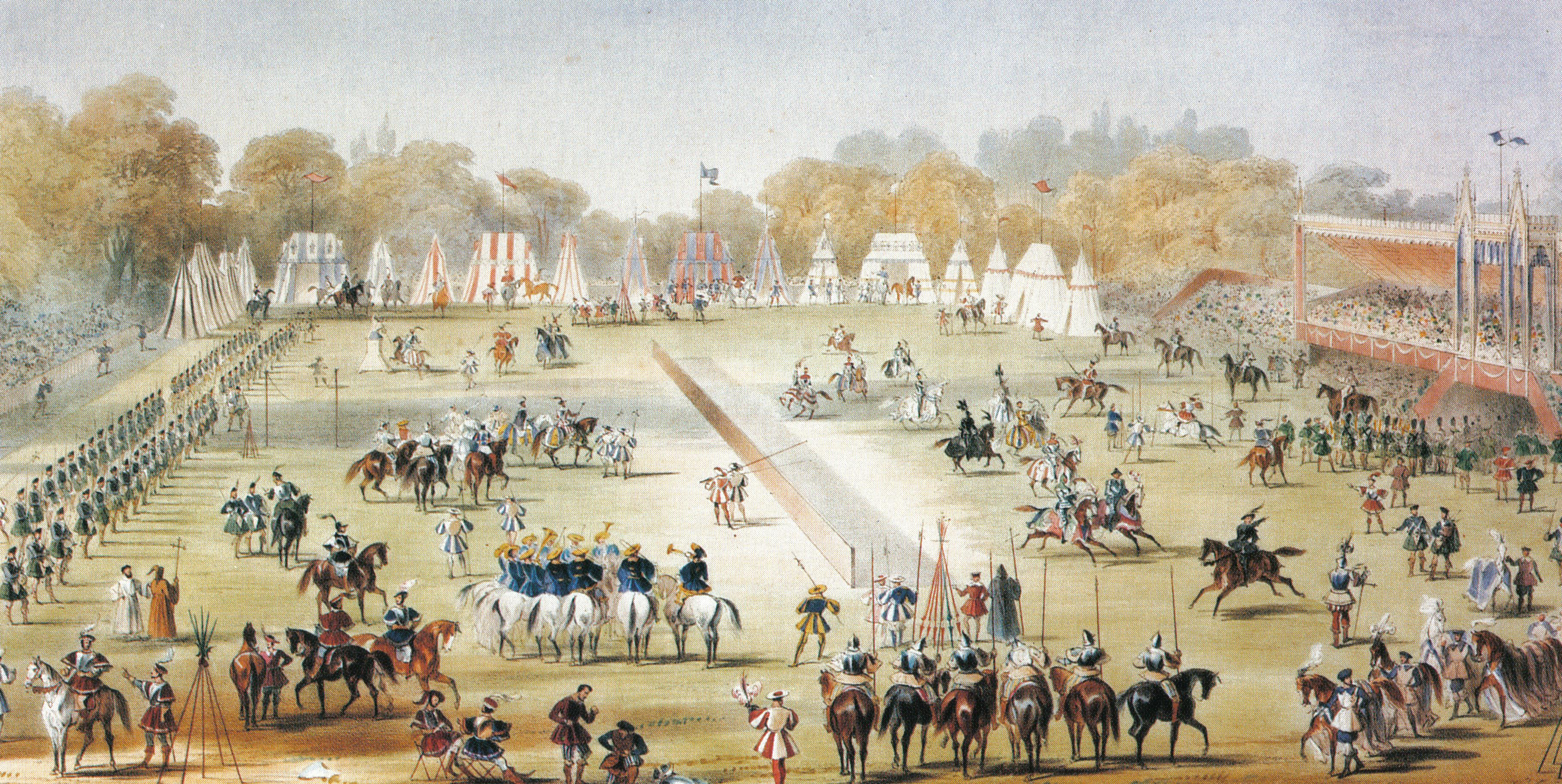
槍試合場の光景

槍試合会場はサミュエル・プラットによる設計で、スタンドは2,000人収容だった。特別観覧席の屋根は鮮やかな緋色の芸術品だったが、幾日もの雨が降ったあと今度は新たな暴風雨が来たたため、ひどい雨漏りが始まっていた。
トーナメントの後、エグリントン卿は槍試合場に姿を見せて雨の件を謝罪し、天候が許せば翌日か翌々日にジョストを再開すると発表した。続いて彼は、荒天で晩餐会のテントも潰れしまったため夜に予定されていた中世様式の晩餐会と舞踏会を中止せざるを得ない、と特別観覧席の賓客に発表した。
雨はラグトン・ウォーターを氾濫させ、槍試合場3面の周囲を水浸しにした。そこを超えていける馬車が無かったため、エグリントンの個人的な賓客を除いた観衆全員が交通機関なしで立ち往生した。彼らは雨や泥の中を近くの村まで何マイルも歩かざるを得ず、村で飲食物や宿泊施設にありつけたのは最初の人達だけだった。

### 8月29日
翌朝、エグリントンは他の参加者とトーナメントについて相談した。彼らは8月30日に2回目のジョストを開催することに合意した。現地の人員は、槍試合場の排水を試みたり特別観覧席を修復するなど、現場の損傷修復に取り組んだ。

### 8月30日
トーナメント最終日の天気は極めて良好で、群衆が再び見物に集まったが、派手な衣装の人は少数だった。行進が行われ、これに続くジョストでは点数でジェームズ・フェアリーが勝利したものの、エグリントンが名誉優勝者(symbolic victor)に選ばれた。エドワード・ジャーニンガムは怪我を負い、医療手当を必要とした。この日は順調に進行したものの、槍試合場の重い泥が引き続き騎士達を苦しめた。
400人による中世様式の晩餐会で始まった格式高い舞踏会がその日を締めくくった。晩餐は本格的な中世のレシピに従ったもので、特製の金食器や銀食器で提供された。舞踏会には2,000人が参加し、その大半が中世風の衣装を着てオーケストラの音楽に合わせて楽しんだ。舞踏会の終わりに大雨がまた降ってきて、このトーナメントを閉会する合意となった。 

## 反響

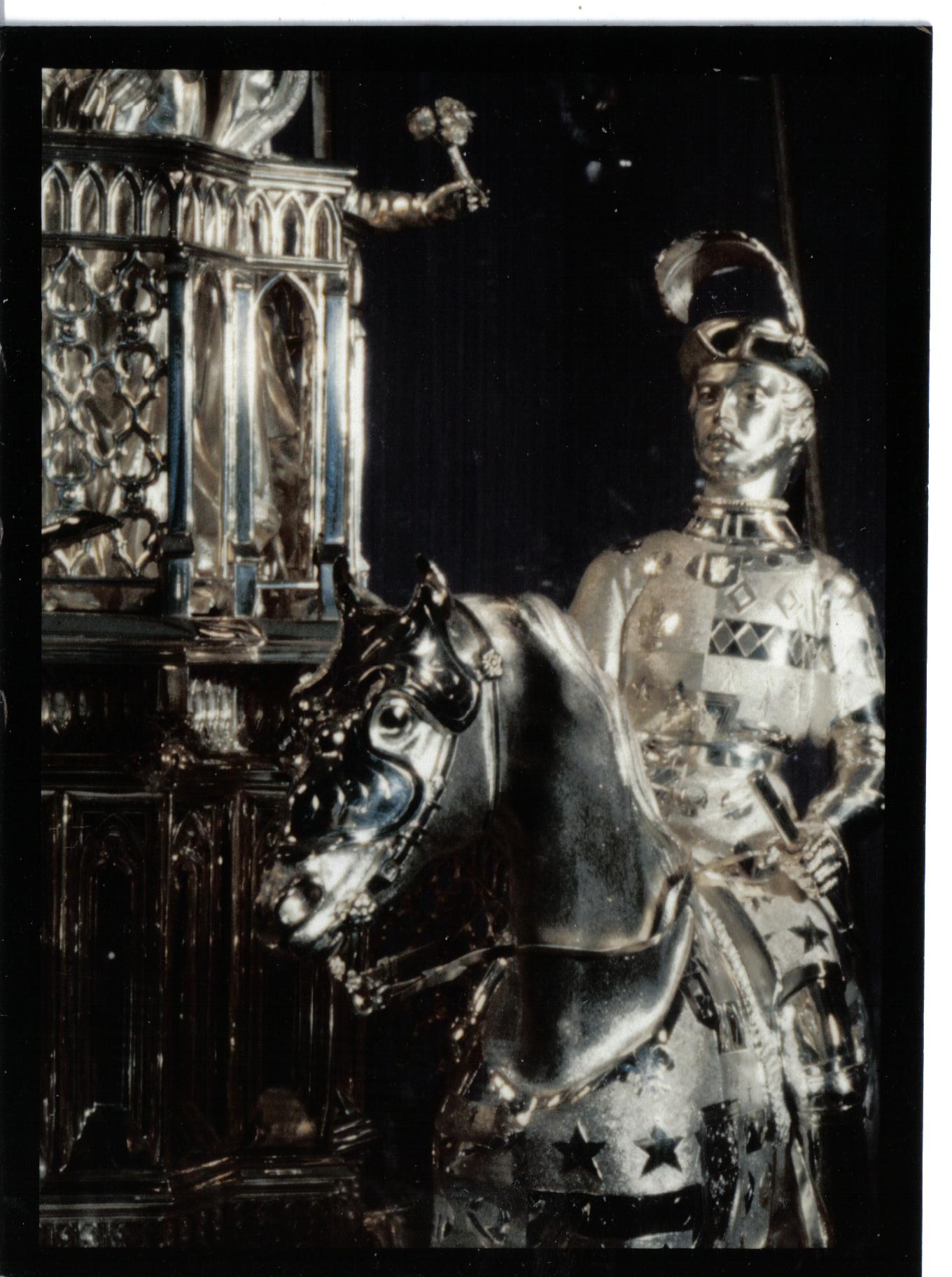
エグリントン・トロフィーの細部（伯爵の甲冑部分）

エグリントン・トーナメントはイギリス大衆文化の一部となった。ロンドンのアンフィテアトルムはそれを活用して独自の中世再現を促進し、これは商業的に模成功してコヴェント・ガーデンではパントマイムで滑稽に真似られた。
エグリントン・トロフィーは、エグリントン・トーナメントを記念して友人と支持者達より第13代エグリントン伯爵に贈られたゴシック様式の高さ1mになる銀製装飾の置物である。
トーナメントを描いたパノラマ図は、描かれた長い布地のキャンバスが筒に巻き付けてあり、ゆっくり巻き戻すと大会の光景が現れる。その会場は1839年か1840年のエディンバラだった。

## 後世
このトーナメントに触発され、1912年7月にはロンドンのアールズ・コートで後追いのイベントが開催された。
トーナメントで使用された甲冑は、リーズの武具博物館、ケルビングローブ博物館などで保管されている。一家は1925年にエグリントン伯爵自身の甲冑を売却した。
トーナメントの余り物は公売にて売却され、中世様式の舞踏会および晩餐会で使用されたグラスやクリスタル製品などはすぐ売れてしまった。ジョスト競技場で使われた木材を一部使って建造された船が「エグリントン」と命名された。
トーナメントで使用した弓がキルウィニングの博物館に保管されている。この弓はレモンウッドの木材を使用して、キルウィニングの職人によって作られたものである。 
城の上で翻っていた伯爵の紋章が入った旗は、最終的にノースエアシャー評議会に寄付され、現在はノースエアシャー遺産センターに保管されている。
トーナメント地点に現存しているゴシック様式の橋は、実際には大会当時に建設されたものではない。不正確にもかかわらず、トーナメント・ブリッジの銘板が付けられている。同時代の彫刻や絵画では、橋が大会のためにゴシック様式で追加装飾され、恐らく装飾的なアーチ道だったことが示されている
大会150周年の1989年に、新たに開園したエグリントン・カントリー・パークの職員が再現を組織運営し、同年8月に3日間かけて行われた。
2011年5月、イースト・エアシャー行政区はキルマーノックで「1839 a Gothic adventure」と題する模擬大会を開催し、同タイトルの書籍を出版した。エグリントン・トロフィーは、エグリントン伯爵およびノースエアシャー行政区より期限付きで貸し出された。1839年の模擬大会を記念して製作された2つのメダルが展示された。

### ギャラリー

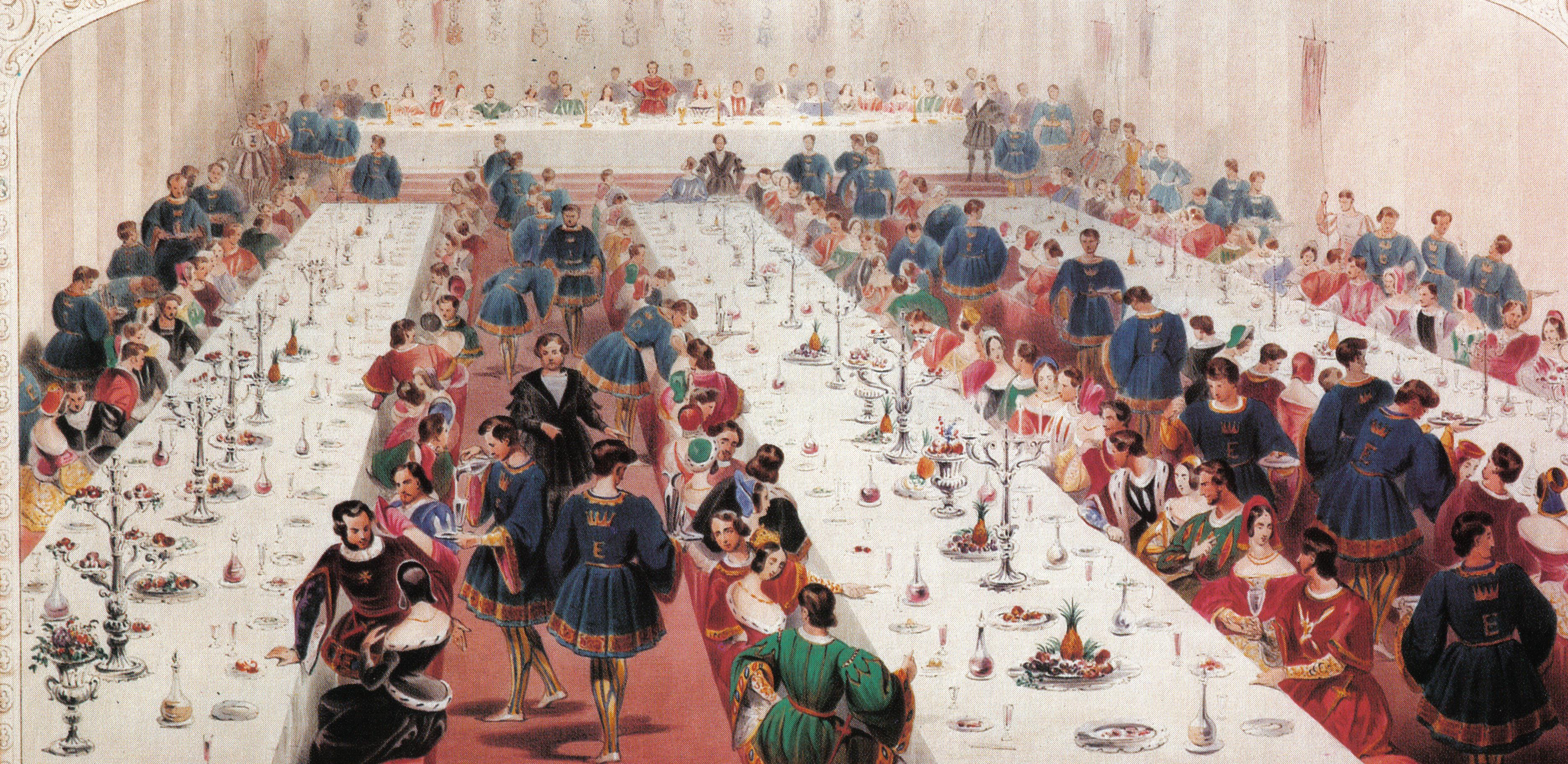
晩餐会
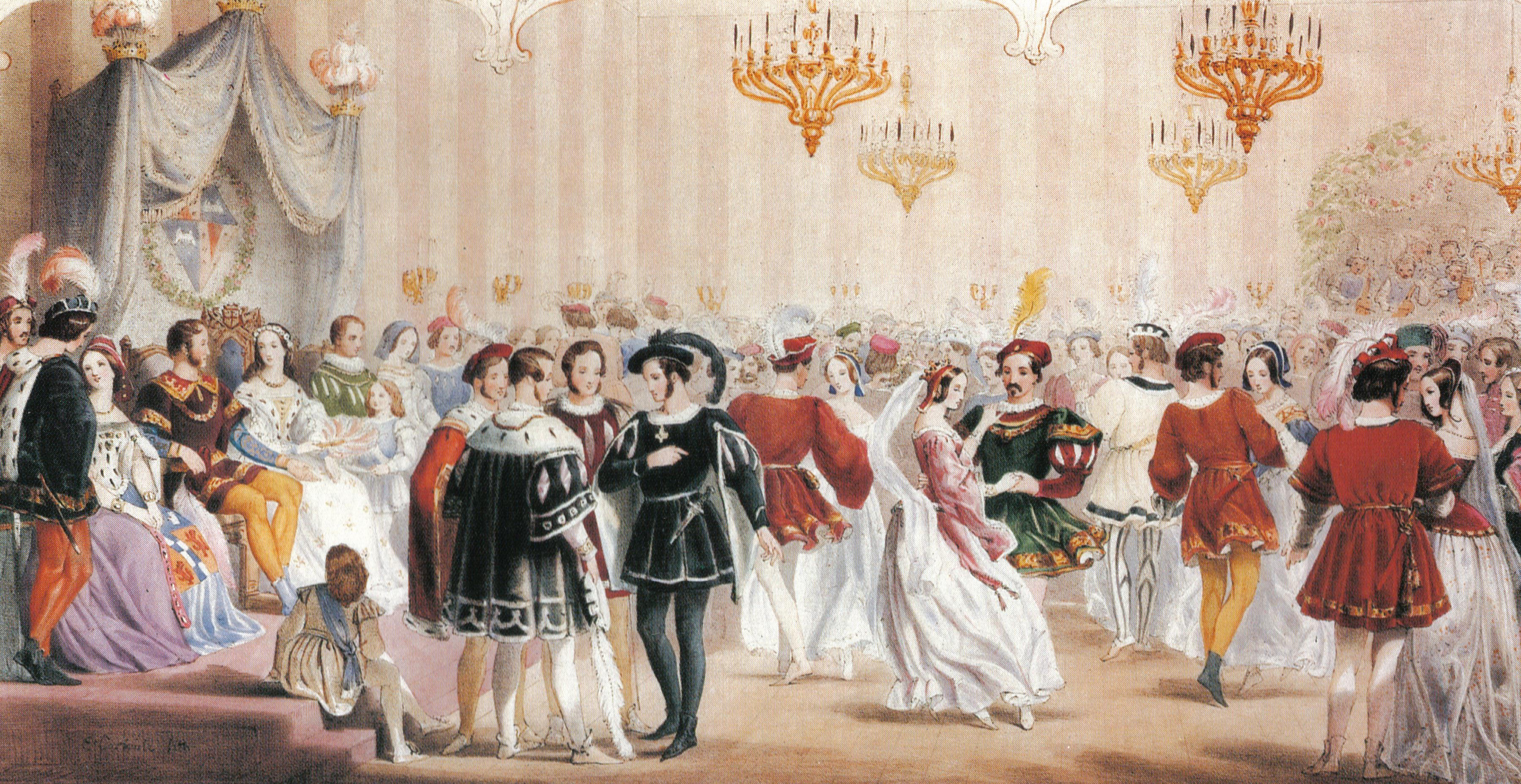
舞踏会

トーナメントの様子

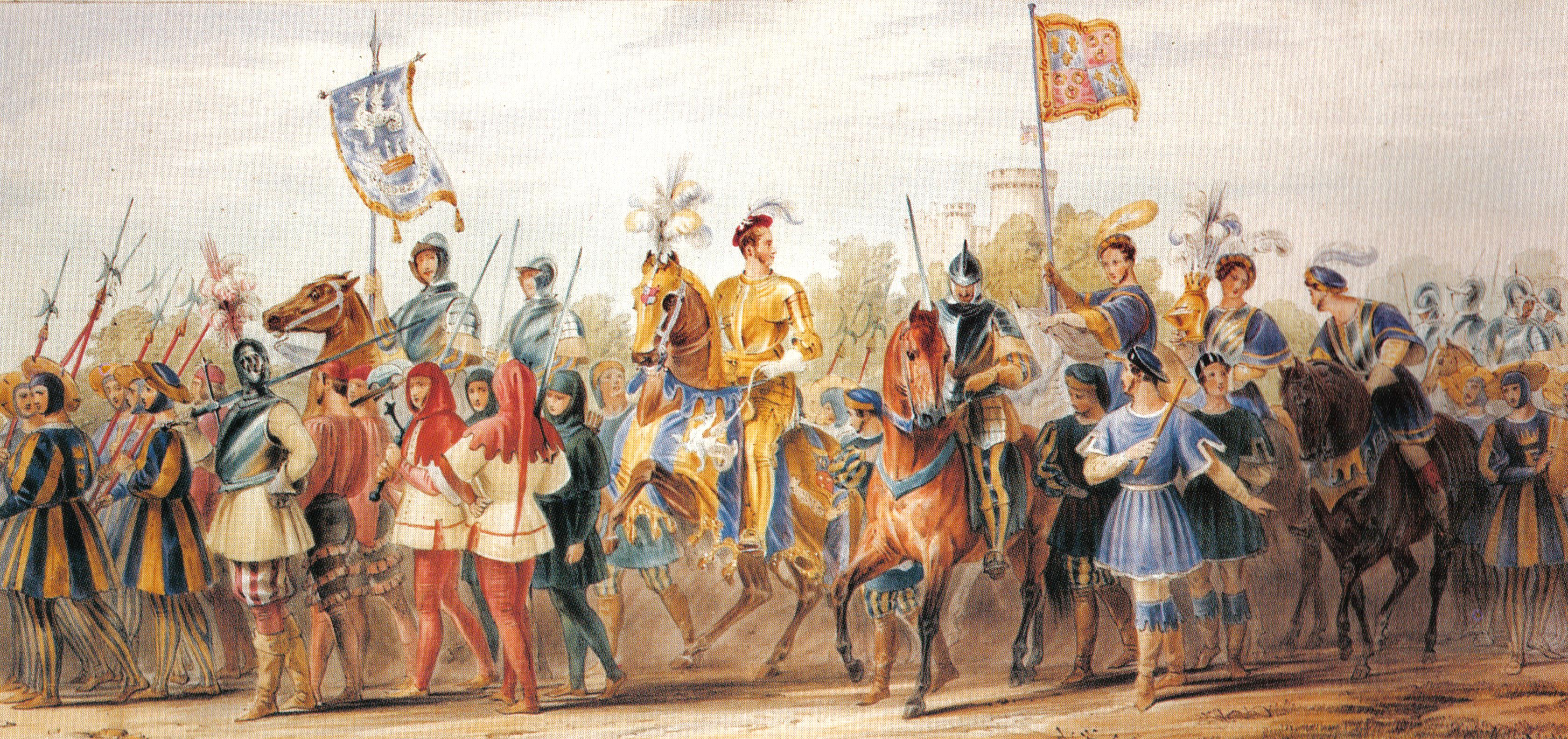
エグリントン伯爵アーチボルド達の行進
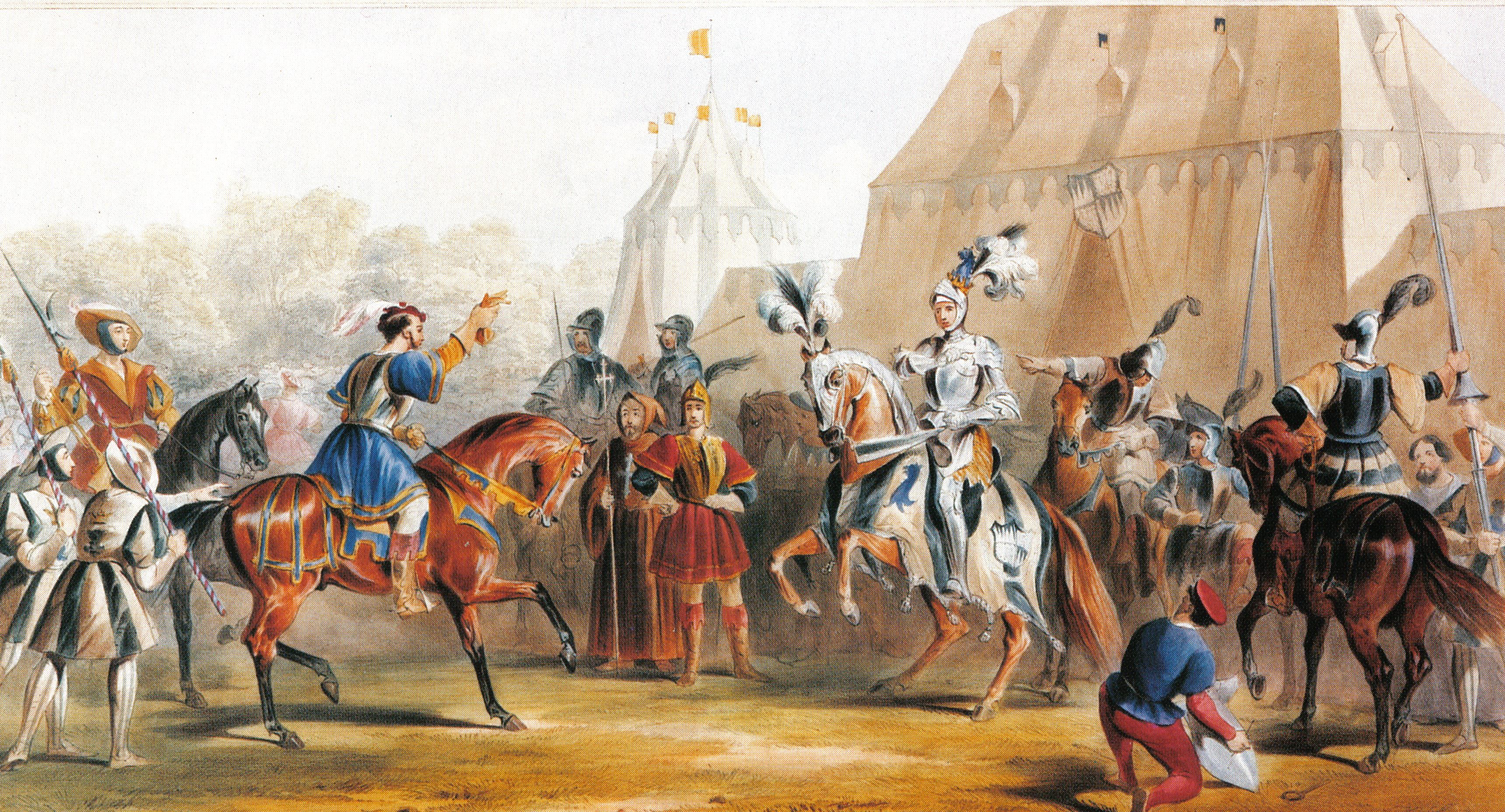
挑戦の申し込み
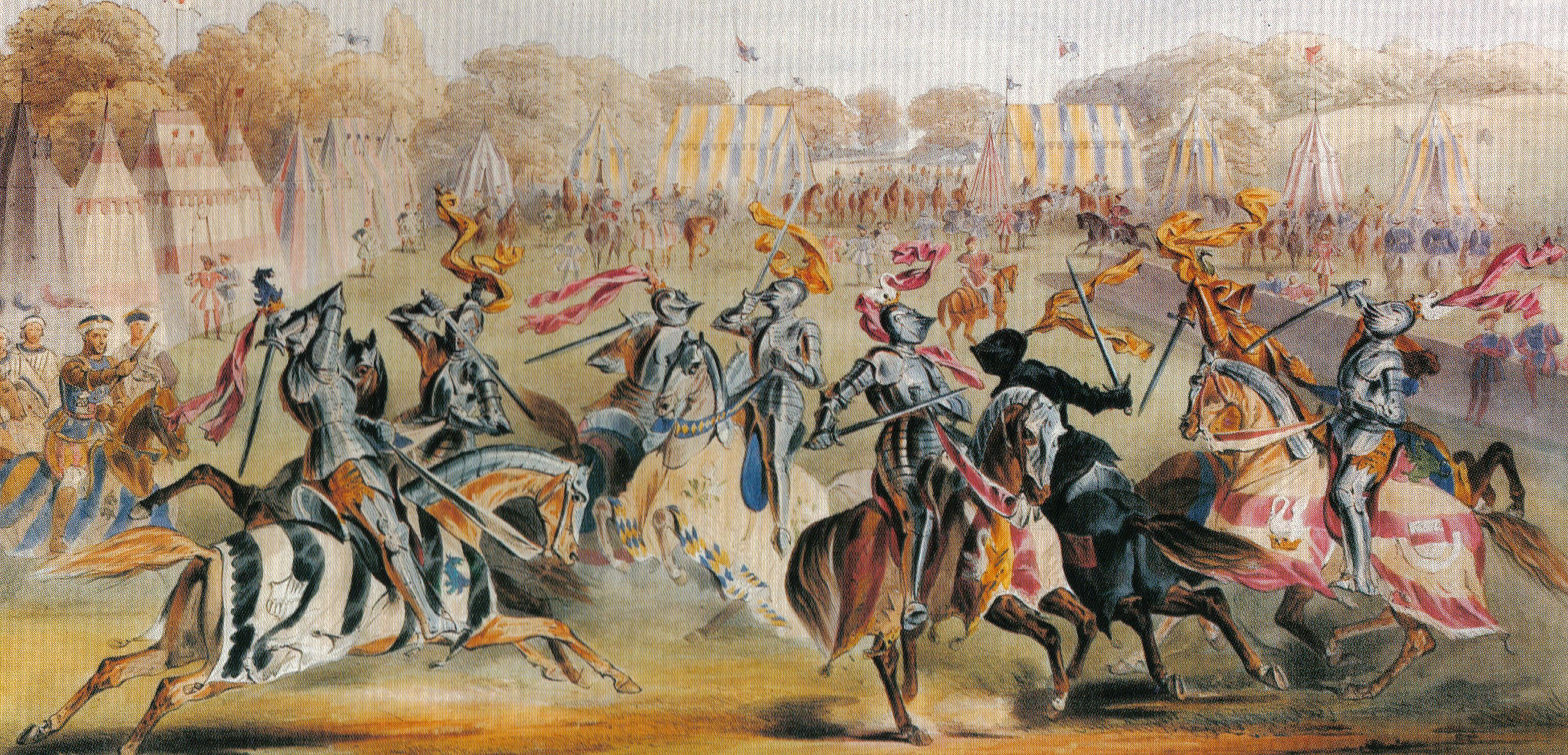
多人数での戦い（メレ）
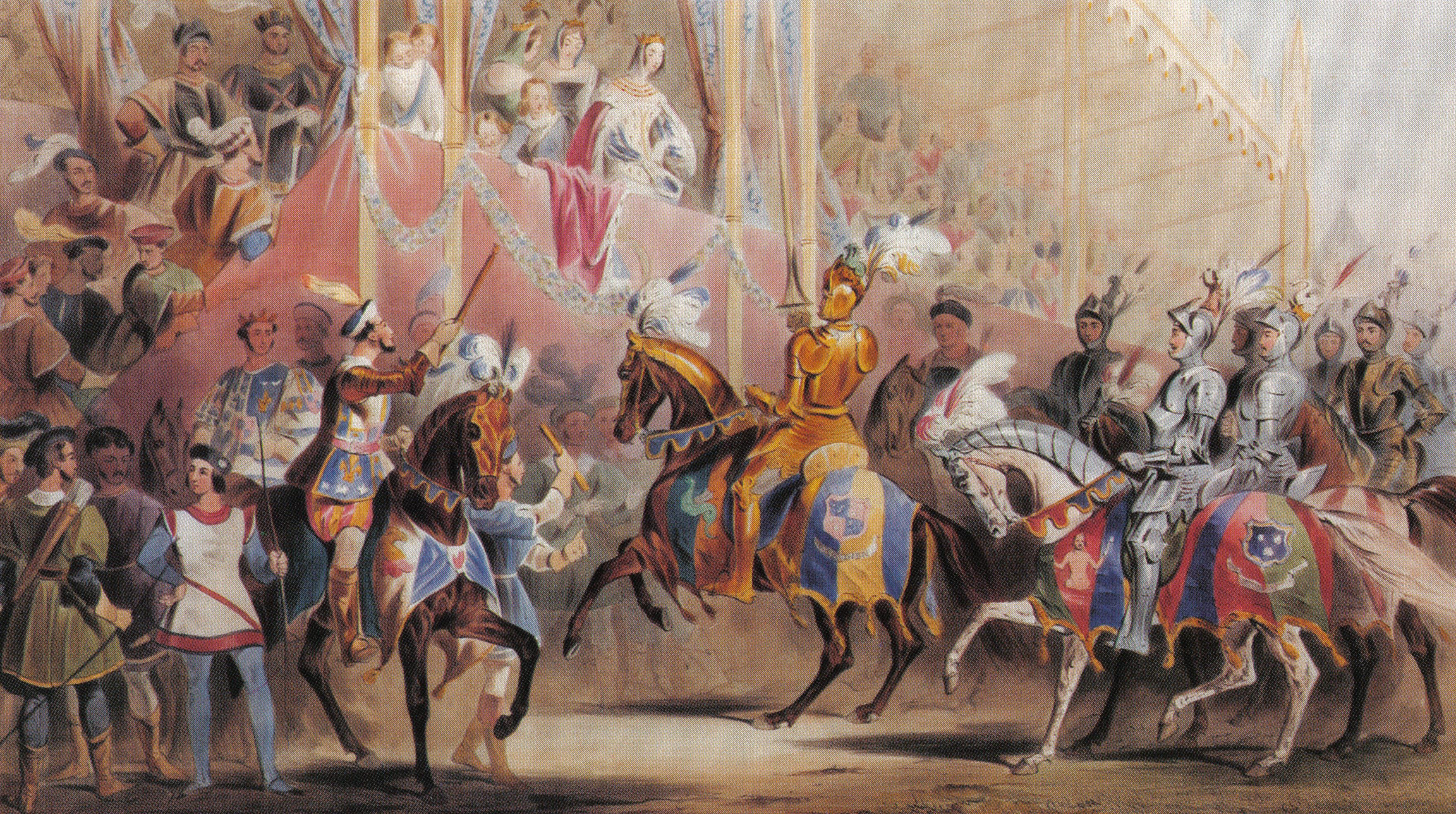
謁見

晩餐会と舞踏会
- 晩餐会
- 舞踏会

## 著名な参加者
騎士として参加

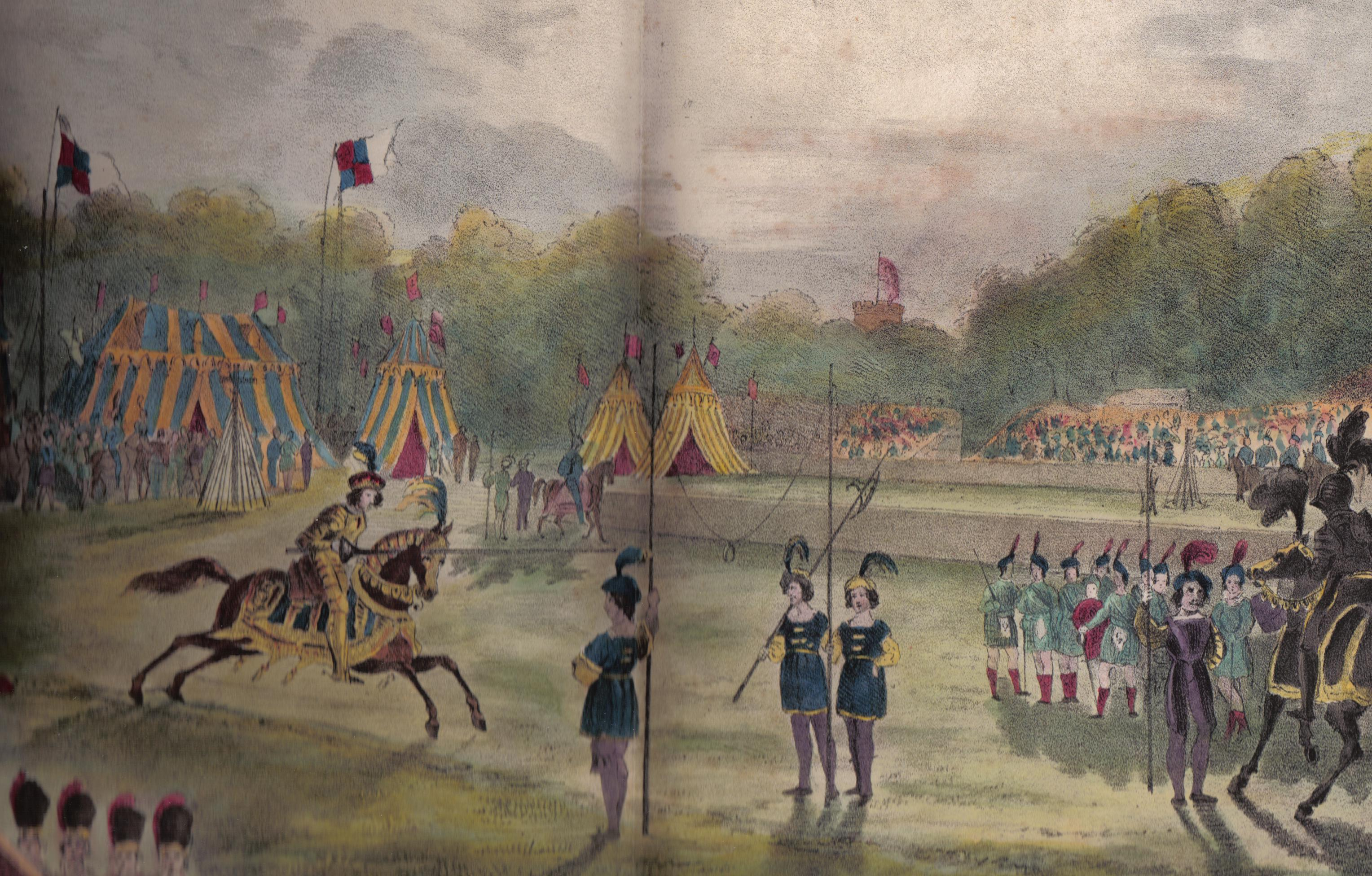
エグリントン・トーナメントで馬上槍試合を行う騎士

- ジョン・エジャートン (アルフォード子爵)27歳「黒獅子の騎士」
- ベレスフォード隊長32歳「雄鹿頭の騎士」
- アーチボルド・ケネディ (カシリス伯爵)23歳「イルカの騎士」
- ウィリアム・クレイヴン (クレイヴン伯爵)30歳「グリフィンの騎士」
- ジェームズ・O・フェアリー隊長30歳「金獅子の騎士」
- グレンライオンのジョージ子爵25歳「ゲールの騎士」
- エドワード・ジャーニンガム35歳「白鳥の騎士」
- チャールズ・ラム23歳「白薔薇の騎士」
- リチャード・レチェミア40歳「赤薔薇の騎士」
- ウォルター・リトル・ギルモア32歳「黒騎士」
- ヘンリー・ベレスフォード (第3代ウォーターフォード侯爵)28歳「竜騎士」

来賓を含む他の参加者
- クロプリー・アシュリー＝クーパー (第6代シャフツベリー伯爵)
- チャールズ・ヴェーン (第3代ロンドンデリー侯爵)
- ルイ・ナポレオン王子
- ハンガリーのエステルハージ王女
- フランスのペルシニー伯爵
- ポーランドのルベスキー伯爵